# Pseudoneureclipsis maroccanus
Pseudoneureclipsis maroccanus är en nattsländeart som beskrevs av Dakki och Malicky 1980. Pseudoneureclipsis maroccanus ingår i släktet Pseudoneureclipsis och familjen fångstnätnattsländor. Inga underarter finns listade i Catalogue of Life.